# Pas de congé, pas d'amour
Pour plus de détails, voir Fiche technique et Distribution.
Pas de congé, pas d'amour (No Leave, No Love) est un film américain en noir et blanc réalisé par Charles Martin, sorti en 1946.

## Synopsis
Un Marine décoré de la médaille d'honneur du Congrès, et son ami Slinky, rentrent au pays après avoir combattu dans le Pacifique pendant la Seconde Guerre mondiale. Mike compte épouser sa petite amie restée dans sa ville natale, mais il apprend qu'elle en a épousé un autre.

## Fiche technique
- Titre : Pas de congé, pas d'amour
- Titre original : No Leave, No Love
- Réalisation : Charles Martin

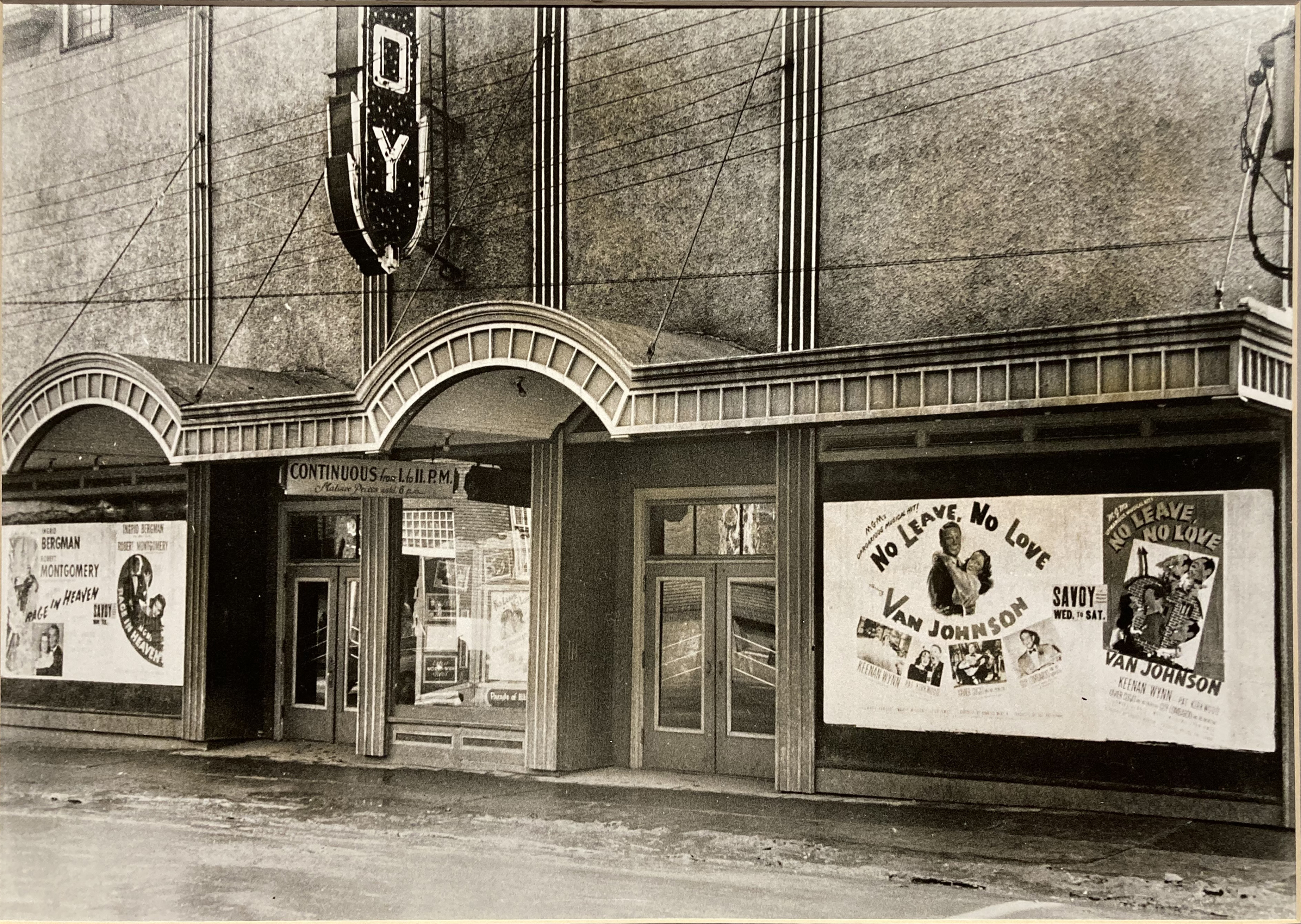
Le film à l'affiche d'un cinéma au Canada en 1947.

- Scénario : László Kardos, Charles Martin
- Musique : Johnny Green
- Chorégraphie : Jack Donohue
- Photographie : Harold Rosson, Robert Surtees
- Montage : Conrad A. Nervig
- Production : Joe Pasternak
- Société de production et de distribution : MGM
- Pays de production :  États-Unis
- Langue originale : anglais américain
- Format : noir et blanc — 35 mm — 1,37:1 — son : mono (Western Electric Sound System)
- Genre : film musical
- Durée : 119 minutes
- Dates de sortie :
  - États-Unis : 3 octobre 1946
  - France : 9 juin 1948

## Distribution
- Van Johnson : le sergent Michael Hanlon
- Keenan Wynn : Slinky Edwards
- Pat Kirkwood : Susan Malby Duncan
- Edward Arnold : Hobart Canford 'Popsie' Stiles
- Leon Ames : le colonel R.G. Elliott
- Marie Wilson : Rosalind
- Marina Koshetz : la comtesse Elena Marina Strogoff
- Selena Royle : Mme Hanlon
- Wilson Wood : M. Crawley
- Vince Barnett : Ben
- Guy Lombardo et son Orchestra : eux-mêmes
- Frank Sugar Chile Robinson : le garçon sur le piano
- Robert Homans : le contrôleur du train